# دسیدریوس اراسموس
دِسیدِریوس اِراسموس (به لاتین: Desiderius Erasmus) (۲۸ اکتبر ۱۴۶۶–۱۲ ژوئیه ۱۵۳۶) فیلسوف، ادیب، لغت‌شناس، انسان‌گرا (اومانیست)، محقق الهیات کاتولیک و از علمای مشهور رنسانس شمالی در قرن پانزدهم و شانزدهم میلادی و بزرگ‌ترین پیشوای مسلک انسان‌گرایی رنسانس در اروپای مرکزی بود که بین سال‌های ۱۴۶۶ تا ۱۴۶۹ میلادی در رتردام، بخشی از امپراتوری مقدس روم، زاده شد و به سال ۱۵۳۶ در شهر بازل درگذشت.

## زندگی
اراسموس بین سال‌های ۱۴۷۳–۱۴۷۸ دانش‌آموز مدرسه لاتین عمویش در شهر خاودا بود. در ۱۴۷۸ میلادی به همراه برادر سه سال مسن‌ترش پیتر به یکی از بهترین مدارس لاتین در هلند واقع در شهر دیفنتر فرستاده شد. در ۱۴۸۵ به دلیل شیوع طاعون در شهر مدرسه تعطیل شد و مادرش به دلیل ابتلا به طاعون درگذشت. او که قرار بود پس از تحصیلات مدرسه به دانشگاه سرتوخن‌بوس برود، در ۱۴۸۵ میلادی مدرسه لاتین را بدون اخذ مدرک درحالی‌که دانش لاتین قابل ملاحظه‌ای کسب کرده بود ترک گفت. اندکی بعد پدرش نیز درگذشت و هر دو برادر با توصیه سرپرست قانونی‌شان به تعلیمات مذهبی مشغول شدند. اراسموس در ۱۴۸۷ میلادی به سلسله رهبانان وارد شد و در ادامه در بعضی مدارس و موسسات دینی به کار و تدریس پرداخت و از ۱۴۹۵ تا ۱۴۹۹ میلادی در سوربن پاریس به تحصیل الهیات پرداخت. «دسیدریوس» نامی بود که او از ۱۴۹۶ به نام خود افزود. او برای کمک به آموختن زبان یونانی و لاتین چند کتاب در انشای لاتین و صرف‌ونحو و جمله‌هایی که در مکالمهٔ زبان لاتین به‌کار می‌رود تألیف کرد، برخی از کتب استادان ادب یونان و روم را تنقیح و طبع کرد و برخی‌شان را ترجمه نمود و انجیل را با دقت از یونانی به لاتین ترجمه و چاپ کرد.
در این میان مدتی برای تعلیم پسر ژاک چهارم پادشاه وقت، به دربار راه یافت و چون در آن وقت اصلاح و تعدیل دین مسیحی لازم به نظر می‌آمد با لوتر به مکاتبه پرداخت. اما پس از چندی از مکاتبه با لوتر خودداری کرد و بر ضد وی چیزهایی نوشت.
هر چند او در دوران اصلاحات مذهبی رو به رشد اروپا زندگی می‌کرد تمام عمر عضو کلیسای کاتولیک باقی ماند اما برای اصلاح کلیسا و جلوگیری از سوءاستفاده‌های روحانیون تلاش بسیار کرد.
در همه نوشته‌های اراسموس، حریت فکر و آزادی عقیده دیده می‌شود و بدین دلیل بیشتر نوشته‌هایش از طرف واتیکان ممنوع و سوزانده شدند. او با نوشتن کتاب «در ستایش دیوانگی» به خرافات و سنت‌های جامعه اروپا به‌طور کلی و کلیسای غربی به‌طور خاص انتقاد می‌کند. او این کتاب هجوآمیز را برای انتقاد از سوءاستفاده‌های روحانیان و تشریح اوضاع ناگوار دین و فرهنگ نوشت.
اراسموس در نامه ای به یکی از دوستانش می‌نویسد: «اینکه تو میهن‌پرست هستی باعث خواهد شد مورد ستایش بسیاری و به راحتی مورد بخشش هر کسی قرار بگیری. اما به نظر من عاقلانه تر است که با مردم و چیزها به گونه ای رفتار کنیم که انگار این دنیا را سرزمین مشترک پدری برای همه می‌دانیم.»
در دهه ۱۵۳۰ میلادی، آثار اراسموس ۱۰ تا ۲۰ درصد از کل فروش کتاب در اروپا را به خود اختصاص دادند.

## آثار
مهم‌ترین اثر اراسموس تصحیح و انتشار عهد جدید به یونانی، زبان اصلی آن، است. توضیح آنکه در قرون وسطی متن رسمی کتاب مقدس ترجمهٔ لاتینی آن بود که توسط جروم قدیس در قرن ۵ میلادی تهیه شده بود. این ترجمه چنان اعتبار و مرجعیتی یافته بود که طی سالیان متن اصلی یونانی کتاب مقدس به فراموشی سپرده شد. اراسموس معتقد بود این ترجمه بر اثر دستکاری‌هایی که در طول چند قرن در آن رخ داده، سرشار از غلط است و دیگر قابل استناد نیست و باید تصحیح شود. اما برای تصحیح دقیق متن لاتین نخست باید نسخهٔ صحیحی از یونانی در دست داشت. به همین دلیل بر آن شد که یونانی بیاموزد تا بتواند کتاب مقدس را به خالص‌ترین و اصیل‌ترین شکل بخواند.
پیش از هر چیز، برای تبحر یافتن در زبان یونانی، فعالیت ادبی و بلاغی گسترده‌ای را آغاز کرد و آثار متعددی در لغت‌شناسی و دستورزبان یونانی و لاتینی نوشت. سپس به سراغ متون یونانی غیر از کتاب مقدس رفت، همچون آثار سنکا، لوکیانوس و همچنین رساله‌های جروم به زبان یونانی، و روی آن‌ها تحقیق نموده، آن‌ها را تصحیح و منتشر کرد. این خودآموزی او را به چنان درجه‌ای از دانش یونانی رساند که مقام استادی زبان یونانی در دانشگاه کمبریج به او اعطا شد.
وقتی به حد کافی در آثار یونانی تفحص کرد و تبحر یافت، به جستجوی متون یونانی کتاب مقدس در اروپا برآمد تا متون مختلف را با هم مقابله و تصحیح نماید. از جمله دست‌نوشته‌ای متعلق به قرن ۱۲ که تا امروز نیز باقی مانده‌است و اراسموس با دستخط خود حواشی‌ای بر آن نوشته‌است. این نسخهٔ بیزانسی رایج بود که از قرن ۴ در کلیساهای یونانی استفاده می‌شد. متن دیگر نسخهٔ بیزانسی به همراه تفسیر تئوفیلاکت بود و چند نسخهٔ دیگر. از آن جا که این نسخه‌ها هیچ‌یک مکاشفات یوحنا را نداشت (مکاشفات یوحنا مورد قبول بسیاری از مسیحیان نخستین نبود)، به دنبال نسخه‌ای گشت که مکاشفات را داشته باشد و نسخه‌ای نه چندان پاکیزه از آن یافت. پس ناچار شد خود متن مکاشفات را از ترجمهٔ لاتین به یونانی برگرداند.
در نهایت، متن یونانی تصحیح شده، به‌همراه ترجمهٔ لاتین تازه‌ای از آن (که جایگزین ترجمهٔ مغلوط جروم شده بود) و حواشی مفصل خود اراسموس، در ۱۵۱۶ به چاپ رسید. چیزی که در میان معاصران اهمیت فراوان یافت، نه خود متن یونانی (که تا حدود زیادی مشابه متن رسمی بیزانسی بود)، بلکه همین حواشی مفصل اراسموس بود که در آن‌ها، با تبحر خود در زبان یونانی، ترجمهٔ جروم و نظرات مفسران قرون وسطی را آماج انتقادات خود قرار می‌داد. از جمله او در ترجمهٔ «لوگوس» یونانی به جای «کلمه» از «کلام» استفاده کرد و بدین ترتیب مسیح «کلام خدا» معرفی شد. «کلمه» معنایی ایستا دارد و بر یک ذات ثابت دلالت می‌کند، اما «کلام» معنایی جاری دارد که بر عملی پیوسته دلالت می‌کند. این ترجمه که مبنایی لغت‌شناسانه داشت، باعث انتقاد الهیدانان قرون وسطی شد که نتایج الهیاتی این تغییر را با اصول دینی خود در تعارض می‌دیدند.
جستجو به دنبال متون قدیمی کتاب مقدس تا پایان عمر اراسموس ادامه داشت و مدام متون بیشتری جمع و مقابله می‌کرد. اما متن تصحیح شده پس از بازنگری کلی در ۱۵۱۹ دیگر تغییر نکرد. این متن بازنگری شده اساس ترجمهٔ مارتین لوتر از کتاب مقدس به زبان آلمانی قرار گرفت و تا قرن نوزدهم، که نقد متن علمی رواج یافت، متن رسمی جدید کتاب مقدس بود.
همچنین، وی راجع‌به آموزش و پرورش نیز کتاب‌هایی نگاشته بود به‌نام «پرورش کودکان» و «روش صحیح تحصیل» و «دربارهٔ رفتار و ادب کودکان». او در کتاب پرورش کودکان می‌گوید که مادر باید طفل را تا شش یا هفت سالگی به‌عادات نیکو متخلق کند و خواندن و نوشتن و نقاشی و شناختن جانوران و چیزهای معمولی را به‌طور غیرجدی و غیررسمی بدو بیاموزاند. از سن هفت باید پدر یا مربی کودک را تعلیم دهد یا به دبستانش بفرستد و برحسب مسلک انسان‌گرایان رنسانس تربیتش کند، یعنی کتاب مقدس و کتب اولیای دین مسیح و زبان و ادبیات یونان و روم را بدو بیاموزد.

## نزاع با مارتین لوتر
مارتین لوتر رهبر نهضت اصلاح دینی، تا حدود زیادی شاگرد غیر مستقیم اراسموس به‌شمار می‌رفت و اشتراک نظرهای بسیاری با او داشت، تا حدی که شایع شده بود کتب لوتر با همکاری اراسموس نوشته شده‌است. هرچند توجه بسیار اراسموس به اخلاق و تربیت اخلاقی و معنوی، مخالف برداشت لوتر از مسیحیت بود که فیض خدا را تنها راه نجات می‌دانست. به گفتهٔ لوتر «اراسموس به انسان بیشتر می‌پردازد تا خدا.»
طی نزاع‌هایی که میان لوتر و کلیسای کاتولیک رخ داد، اراسموس از نفوذ خود استفاده کرد تا مقامات روحانی و غیرروحانی را به شنیدن نظرات لوتر وادارد و وقتی پاپ لئوی دهم فرمانی علیه لوتر صادر کرد، اراسموس از او انتقاد کرد و کوشید از سوزاندن کتاب‌های لوتر جلوگیری کند. اما سرسختی لوتر میانجیگری‌های اراسموس را بی اثر می‌ساخت و کم‌کم اراسموس از حمایت او دست برداشت، زیرا آشتی را ناممکن می‌دید. برای اراسموس وحدت جهان مسیحی اهمیتی مافوق همه چیز داشت، و به لوتر انتقاد کرد که باورهایش را در صدر اهمیت می‌دانست و به خصوص آن‌ها را ضمن کتاب‌های آتشین میان مردم عامی منتشر می‌کرد و بر آتش ناآرامی‌ها می‌دمید. از دید اراسموس، مسیحیان تک تک از فیض روح القدس بهره نمی‌برند، بلکه همه با هم مشمول این فیض می‌شوند و با فردگرایی لوتر که مدعی صلاحیت اجتهاد همهٔ مؤمنان بود، مخالف بود. در مقابل لوتر می‌گفت: «با وساطت روح القدس هر انسانی به آن روشنی ضمیر می‌رسد که می‌تواند با قاطعیت کامل دربارهٔ خود و رستگاری خود داوری کند و از میان آموزه‌ها و عقاید همهٔ آدمیان یکی را برگزیند.»

## تأثیر
دانشگاه و دبیرستان رتردام به نام او نامگذاری شده‌است. به افتخار او، در سال ۱۹۸۷ اتحادیه اروپا برنامه‌ای را تدوین کرد که در آن می‌بایستی دانشگاه‌های اروپایی با اعطای بورس‌های تحصیلی نیروی انسانی جوان از کشورهای غیر اروپایی جذب کنند. این برنامه که بورس اراسموس نام داشت در فناوری‌های پیشرفته شروع به جذب نیروی انسانی کرد و هنوز نیز ادامه دارد.